# Allan H. Treman State Marine Park
Allan H. Treman State Marine Park ist ein 91 Acre (37 ha) großer State Park und eine Marina in Ithaca im Tompkins County, New York, Vereinigte Staaten. Der Park befindet sich am Südende des Cayuga Lake, einem der elf Finger Lakes von New York.

## Geographie
Lick Brook, Linderman Creek und Fall Creek sind drei Zuflüsse des cayuga Lake. Südlich des Allan H. Treman State Marine Park öffnen sie sich zum Cayuga Inlet und bilden damit einen geeigneten Platz für den öffentlichen Hafen. Auf dem Gegenüberliegenden Ufer des Cayuga Inlets, nach Osten hin, liegt der kommunale Stewart Park mit dem privaten Cascadilla Boat Club und anschließend daran der Newman Municipal Golf Course. Der Park bietet Bootsrampen und 370 saisonale Bootsliegeplätze, 30 Besucherplätze und 30 Trockendocks. Der Liegeplatz hat Zugang zum New York State Canal System. Angeln, Vogelbeobachtung und Picknickplätze ergänzen die Einrichtungen des Parks.
Nahegelegene Parks
In südlicher Richtung liegt in geringer Entfernung am Lick Brook der Buttermilk Falls State Park und noch weiter südwestlich der Robert H. Treman State Park. weiter nördlich am Ufer des Cayuga Lake befindet sich der Taughannock Falls State Park.

## Galerie

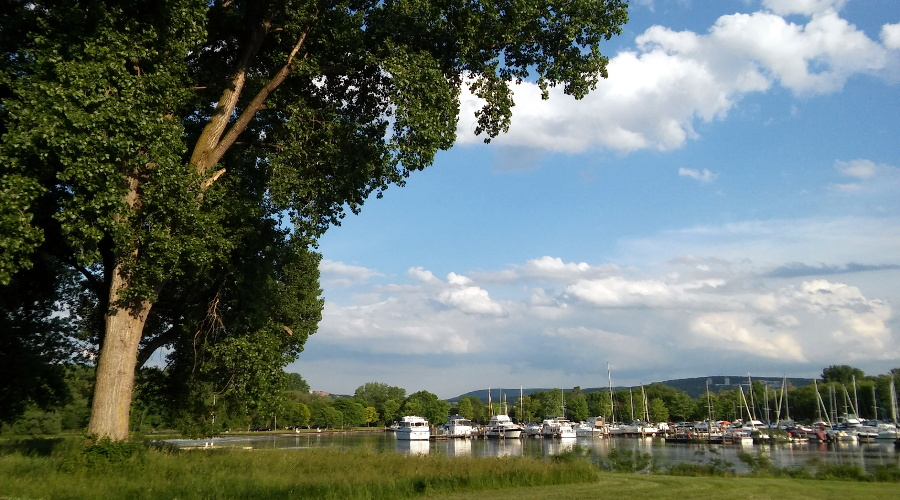
Verbindung der Marina zu Südende des Cayuga Lake.
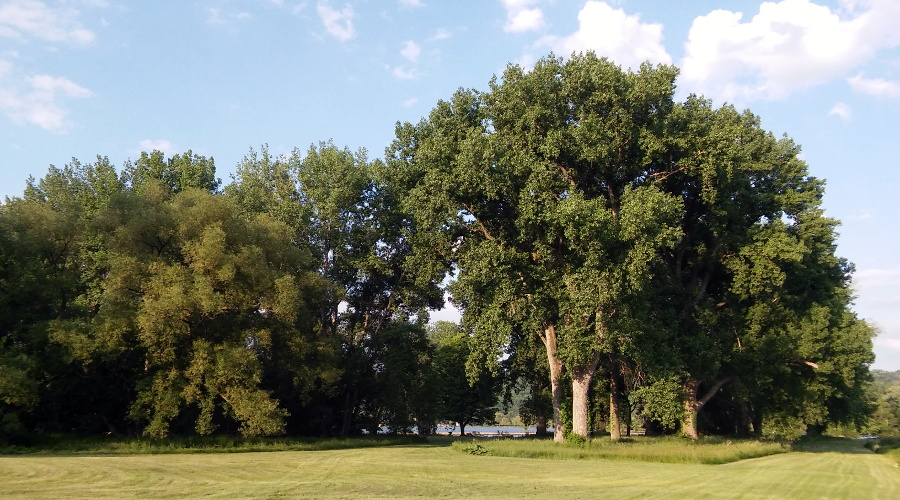
Die Cottonwood Grove ist Standort von 100 ft (30 m) hohen Schwarz-Pappeln.
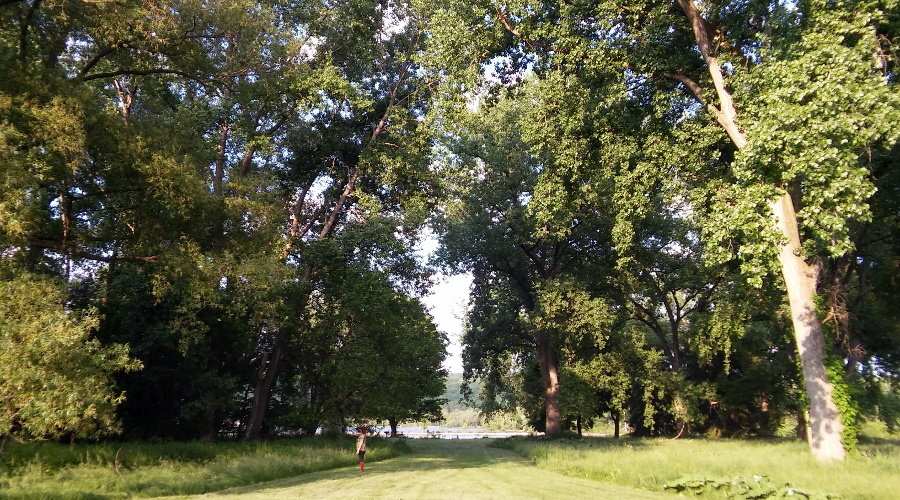
Cottonwood Grove
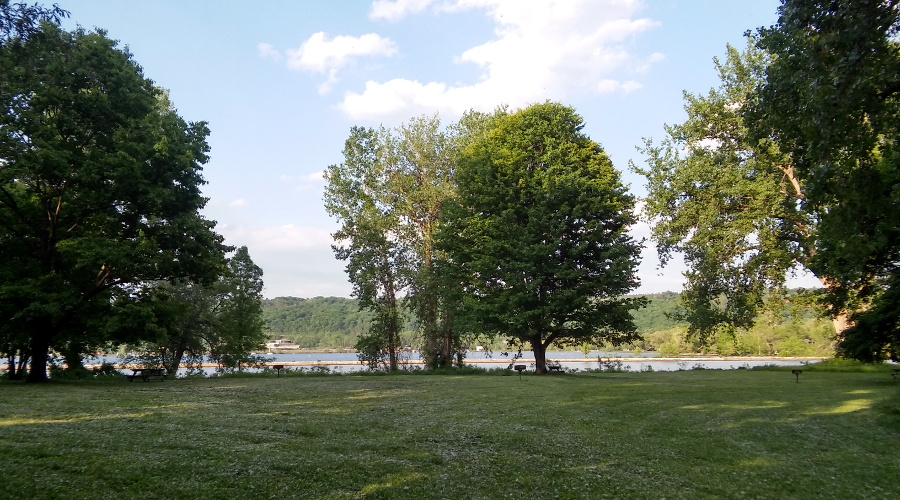
Picknickplatz in der Cottonwood Grove